# طواف إسبانيا 1990
طواف إسبانيا 1990 هو سباق دراجات هوائية أقيم في إسبانيا بتاريخ 24 أبريل - 15 مايو، تكون السباق من 21 مرحلة وامتدّ لمسافة 3711 كم بسرعة 39.224 كم/س، استغرق السباق 94 ساعة 36 دقيقة 40 ثانية. فاز به ماركو جيوفانيتي.

## الترتيب
| م                     | الدرّاج          | البلد   | الزمن                     |
| --------------------- | --------------- | ------- | ------------------------- |
| الفائز بالترتيب العام | ماركو جيوفانيتي | إيطاليا | 94 ساعة 36 دقيقة 40 ثانية |